# Maggot Brain
Maggot Brain ist ein Song der US-amerikanischen Funk-Band Funkadelic. Der Song erschien auf ihrem gleichnamigen Album im Jahre 1971.
Die Originalaufnahme des Songs, der mehr als zehn Minuten lang ist, wird von einem langen Gitarrensolo von Eddie Hazel dominiert. Michael Hampton, der Nachfolger Hazels, nahm eine eigene Interpretation des Solos im Jahre 1978 auf. Diese zweite Version wurde ab dann auf allen Wiederveröffentlichungen der Band benutzt.

## Entstehung
Der Legende nach bat George Clinton während eines LSD-Trips Eddie Hazel, die erste Hälfte des Songs so zu spielen, als sei gerade seine Mutter gestorben. Den zweiten Teil des Stücks solle er dann interpretieren, als habe er herausgefunden, dass seine Mutter doch noch am Leben sei.
Obwohl das Stück mit anderen Instrumenten arrangiert war, erkannte Clinton schnell die Kraft von Hazels Gitarrensolo und mischte alle anderen Instrumente in den Hintergrund, so dass das Solo im Fokus stand. Das gesamte Stück wurde in einem Take aufgenommen.
Der gesprochene Text am Anfang des Stücks lautet wie folgt: „Mother Earth is pregnant for the third time, for y'all have knocked her up. I have tasted the maggots in the mind of the universe – I was not offended, for I knew I had to rise above it all, or drown in my own shit.“

## Musiker
- Eddie Hazel – Gitarre
- Tawl Ross – Gitarre
- Billy Bass Nelson – Bass
- Bernie Worrell – Keyboard
- Tiki Fulwood – Schlagzeug
- Gesprochener Text von George Clinton

## Interpretationen
Interpretationen des Titels Maggot Brain wurden unter anderem von Lili Haydn, den Volebeats, den Los Monstros des Tucson Rock und Mike Watt eingespielt. John Frusciante lehnte den Titel „Before the Beginning“ an dieses Stück an.
Bardo Pond spielte eine 21-minütige Version von "Maggot Brain" auf seiner EP Rise Above It All (2013) ein. Pearl Jam spielen immer mal wieder ein Medley aus Little Wing und Maggot Brain.

## Einzelbelege
1. ↑  Julia Vorkefeld: Diese 13 Songs würde es ohne LSD nicht geben (Memento vom 25. Mai 2018 im Internet Archive) auf: BR.de vom 15. April 2018.